# Cincinnati Open 2023
Il Cincinnati Open 2023 (conosciuto anche come Western & Southern Open 2023 per motivi di sponsorizzazione) è stato un torneo di tennis giocato sul cemento. È stata la 122ª edizione del torneo maschile e la 92ª di quello femminile, facente parte della categoria ATP Tour Masters 1000 nell'ambito dell'ATP Tour 2023, e della categoria WTA 1000 nell'ambito del WTA Tour 2023.
Sia il torneo maschile che quello femminile si sono disputati al Lindner Family Tennis Center di Mason, vicino a Cincinnati, in Ohio negli Stati Uniti. Il torneo si è svolto dal 13 al 20 agosto 2023.

## Partecipanti ATP

### Teste di serie
| Nazionalità | Giocatore             | Ranking* | Testa di serie** |
| ----------- | --------------------- | -------- | ---------------- |
| Spagna      | Carlos Alcaraz        | 1        | 1                |
| Serbia      | Novak Đoković         | 2        | 2                |
|             | Daniil Medvedev       | 3        | 3                |
| Grecia      | Stefanos Tsitsipas    | 4        | 4                |
| Norvegia    | Casper Ruud           | 7        | 5                |
| Danimarca   | Holger Rune           | 5        | 6                |
|             | Andrej Rublëv         | 8        | 7                |
| Italia      | Jannik Sinner         | 6        | 8                |
| Stati Uniti | Taylor Fritz          | 9        | 9                |
| Stati Uniti | Frances Tiafoe        | 10       | 10               |
|             | Karen Chačanov        | 11       | 11               |
| Canada      | Félix Auger-Aliassime | 14       | 12               |
| Regno Unito | Cameron Norrie        | 15       | 13               |
| Stati Uniti | Tommy Paul            | 13       | 14               |
| Croazia     | Borna Ćorić           | 16       | 15               |
| Germania    | Alexander Zverev      | 17       | 16               |

* Ranking al 14 agosto 2023.

** Le teste di serie si basano sul ranking al 7 agosto 2023.

### Altri partecipanti
I seguenti giocatori hanno ricevuto una wild card per il tabellone principale:
- John Isner
- Mackenzie McDonald
- Brandon Nakashima
- Stan Wawrinka

I seguenti giocatori sono entrati nel tabellone con il ranking protetto:
- Lloyd Harris
- Gaël Monfils

I seguenti giocatori sono passati dalle qualificazioni:

- Thanasi Kokkinakis
- Arthur Fils
- Corentin Moutet
- Jordan Thompson
- Max Purcell
- Aleksandr Ševčenko
- Dušan Lajović

I seguenti giocatori sono entrati in tabellone come lucky loser:
- Daniel Altmaier
- Alexei Popyrin

### Ritiri
Prima del torneo
- Roberto Bautista Agut → sostituito da  Roman Safiullin
- Aleksandr Bublik → sostituito da  Jeffrey John Wolf
- Pablo Carreño Busta → sostituito da  Lorenzo Sonego
- Marin Čilić → sostituito da  Miomir Kecmanović
- Karen Chačanov → sostituito da  Alexei Popyrin
- Nick Kyrgios → sostituito da  Emil Ruusuvuori
- Andy Murray → sostituito da  Daniel Altmaier
- Milos Raonic → sostituito da  Richard Gasquet
- Denis Shapovalov → sostituito da  Yannick Hanfmann
- Jan-Lennard Struff → sostituito da  Lloyd Harris

## Partecipanti ATP doppio

### Teste di serie
| Nazione     | Giocatore         | Nazione     | Giocatore              | Ranking* | Testa di serie |
| ----------- | ----------------- | ----------- | ---------------------- | -------- | -------------- |
| Paesi Bassi | Wesley Koolhof    | Regno Unito | Neal Skupski           | 2        | 1              |
| Croazia     | Ivan Dodig        | Stati Uniti | Austin Krajicek        | 7        | 2              |
| Stati Uniti | Rajeev Ram        | Regno Unito | Joe Salisbury          | 11       | 3              |
| India       | Rohan Bopanna     | Australia   | Matthew Ebden          | 20       | 4              |
| Monaco      | Hugo Nys          | Polonia     | Jan Zieliński          | 21       | 5              |
| Messico     | Santiago González | Francia     | Édouard Roger-Vasselin | 23       | 6              |
| Germania    | Kevin Krawietz    | Germania    | Tim Pütz               | 27       | 7              |
| Spagna      | Marcel Granollers | Argentina   | Horacio Zeballos       | 27       | 8              |

* Ranking al 7 agosto 2023.

### Altri partecipanti
Le seguenti coppie di giocatori hanno ricevuto una wildcard per il tabellone principale:
- Christopher Eubanks /  Ben Shelton
- Mackenzie McDonald /  Frances Tiafoe
- Lorenzo Musetti /  Lorenzo Sonego

### Ritiri
Prima del torneo
- Aleksandr Bublik /  Adrian Mannarino → sostituiti da  Félix Auger-Aliassime /  Adrian Mannarino
- Fabrice Martin /  Andreas Mies → sostituiti da  Daniel Evans /  Andreas Mies

## Partecipanti WTA

### Teste di serie
| Nazionalità | Giocatore            | Ranking* | Testa di serie |
| ----------- | -------------------- | -------- | -------------- |
| Polonia     | Iga Świątek          | 1        | 1              |
|             | Aryna Sabalenka      | 2        | 2              |
| Stati Uniti | Jessica Pegula       | 3        | 3              |
| Kazakistan  | Elena Rybakina       | 4        | 4              |
| Tunisia     | Ons Jabeur           | 5        | 5              |
| Francia     | Caroline Garcia      | 6        | 6              |
| Stati Uniti | Coco Gauff           | 7        | 7              |
| Grecia      | Maria Sakkarī        | 8        | 8              |
| Rep. Ceca   | Petra Kvitová        | 9        | 9              |
| Rep. Ceca   | Markéta Vondroušová  | 10       | 10             |
| Rep. Ceca   | Barbora Krejčíková   | 11       | 11             |
| Brasile     | Beatriz Haddad Maia  | 12       | 19             |
| Svizzera    | Belinda Bencic       | 13       | 14             |
|             | Dar'ja Kasatkina     | 14       | 13             |
| Stati Uniti | Madison Keys         | 15       | 15             |
|             | Veronika Kudermetova | 16       | 16             |

* Ranking al 14 agosto 2023.

### Altre partecipanti
Le seguenti giocatrici hanno ricevuto una wildcard per il tabellone principale:
- Danielle Collins
- Céline Naef
- Peyton Stearns
- Venus Williams
- Caroline Wozniacki

Le seguenti giocatrici sono entrate nel tabellone con il ranking protetto:
- Jennifer Brady
- Anastasija Pavljučenkova

Le seguenti giocatrici sono passate dalle qualificazioni:

- Wang Xiyu
- Cristina Bucșa
- Martina Trevisan
- Aljaksandra Sasnovič
- Jasmine Paolini
- Ann Li
- Emma Navarro
- Linda Nosková

La seguente giocatrice è entrata in tabellone come lucky loser:
- Varvara Gračëva

### Ritiri
Prima del torneo
- Paula Badosa → sostituita da  Zhu Lin
- Barbora Strýcová → sostituita da  Sloane Stephens
- Elina Svitolina → sostituita da  Varvara Gračëva

## Partecipanti WTA doppio

### Teste di serie
| Nazione       | Giocatore                | Nazione     | Giocatore          | Ranking | Testa di serie |
| ------------- | ------------------------ | ----------- | ------------------ | ------- | -------------- |
| Rep. Ceca     | Barbora Krejčíková       | Rep. Ceca   | Kateřina Siniaková | 3       | 1              |
| Australia     | Storm Hunter             | Belgio      | Elise Mertens      | 11      | 2              |
| Stati Uniti   | Nicole Melichar-Martinez | Australia   | Ellen Perez        | 17      | 3              |
| Stati Uniti   | Desirae Krawczyk         | Paesi Bassi | Demi Schuurs       | 22      | 4              |
| Ucraina       | Ljudmyla Kičenok         | Lettonia    | Jeļena Ostapenko   | 34      | 5              |
| Taipei cinese | Hsieh Su-wei             | Cina        | Wang Xinyu         | 38      | 6              |
| Taipei cinese | Chan Hao-ching           | Messico     | Giuliana Olmos     | 41      | 7              |
| Giappone      | Shūko Aoyama             | Giappone    | Ena Shibahara      | 42      | 8              |

Ranking al 7 agosto 2023.

### Altre partecipanti
Le seguenti coppie hanno ricevuto una wildcard per il tabellone principale:
- Jennifer Brady /  Asia Muhammad
- Bethanie Mattek-Sands /  Anastasija Potapova
- Emma Navarro /  Peyton Stearns

La seguente coppia di giocatrici è entrata nel tabellone con il ranking protetto:
- Anastasija Pavljučenkova /  Luisa Stefani

Le seguenti coppie di giocatrici sono subentrate nel tabellone come alternate:
- Ekaterina Aleksandrova /  Aljaksandra Sasnovič
- Ulrikke Eikeri /  Zhu Lin

### Ritiri
Prima del torneo
- Bethanie Mattek-Sands /  Anastasija Potapova → sostituite da  Ekaterina Aleksandrova /  Aljaksandra Sasnovič
- Karolína Muchová /  Markéta Vondroušová → sostituite da  Ulrikke Eikeri /  Zhu Lin

## Punti
| Evento              | V    | F   | SF  | QF  | 3T  | 2T | 1T   | Q    | Q2   | Q1   |
| Singolare maschile  | 1000 | 600 | 360 | 180 | 90  | 45 | 10   | 25   | 16   | 0    |
| Doppio maschile     | 1000 | 600 | 360 | 180 | 90  | 0  | N.D. | N.D. | N.D. | N.D. |
| Singolare femminile | 900  | 585 | 350 | 190 | 105 | 60 | 1    | 30   | 20   | 1    |
| Doppio femminile    | 900  | 585 | 350 | 190 | 105 | 5  | N.D. | N.D. | N.D. | N.D. |

## Montepremi
| Evento              | V          | F        | SF       | QF       | 3T      | 2T      | 1T      | Q2      | Q1     |
| Singolare maschile  | $1 019 335 | $556 630 | $304 375 | $166 020 | $88 805 | $47 620 | $26 380 | $13 515 | $7 080 |
| Singolare femminile | $454 500   | $267 690 | $138 000 | $63 350  | $31 650 | $17 930 | $12 848 | N.D.    | N.D.   |
| Doppio maschile     | $312 740   | $169 880 | $93 310  | $51 470  | $28 310 | $13 510 | $12 848 | N.D.    | N.D.   |
| Doppio femminile    | $133 840   | $75 286  | $40 432  | $20 914  | $11 850 | $7 900  | N.D.    | N.D.    | N.D.   |

## Campioni

### Singolare maschile
Novak Đoković ha sconfitto in finale  Carlos Alcaraz con il punteggio di 5-7, 7-6(7), 7-6(4).
- È il novantacinquesimo titolo in carriera per Đoković, il quarto della stagione e trentanovesimo Masters 1000.

### Singolare femminile
Coco Gauff ha sconfitto in finale  Karolína Muchová con il punteggio di 6-3, 6-4.
• È il quinto titolo in carriera per Gauff, il terzo in stagione nonché il primo in un WTA 1000. 

### Doppio maschile
Máximo González /  Andrés Molteni hanno sconfitto in finale  Jamie Murray /  Michael Venus con il punteggio di 3-6, 6-1, [11-9].

### Doppio femminile
Alycia Parks /  Taylor Townsend hanno sconfitto in finale  Nicole Melichar-Martinez /  Ellen Perez con il punteggio di 6(1)-7, 6-4, [10-6].